# Cydr

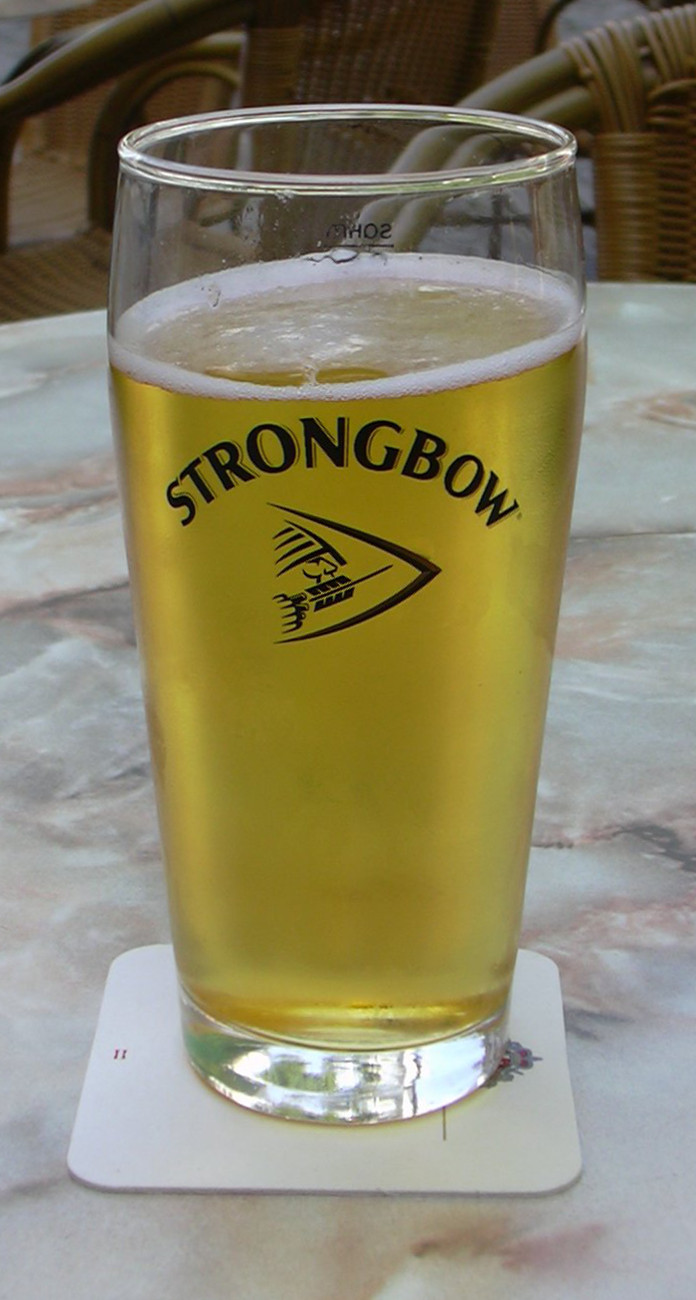
Szklanka cydru

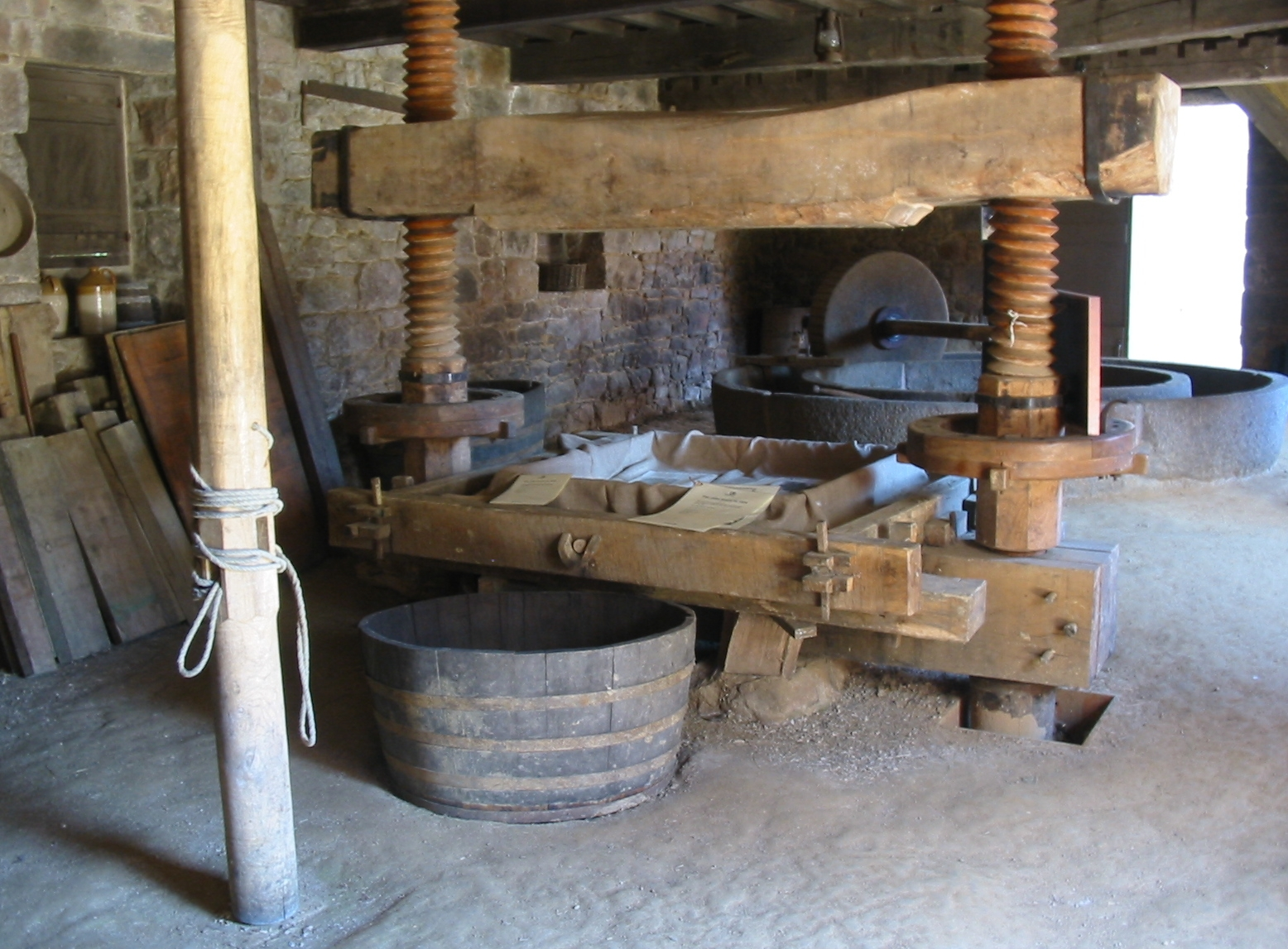
Prasa używana do produkcji cydru, wyspa Jersey

Cydr, inaczej jabłecznik – napój alkoholowy, przefermentowany sok z dojrzałych jabłek (niedoprawiany cukrem), o wyglądzie od mętnego po klarowny, o zawartości alkoholu 1,2–8,5%. Odznacza się świeżym aromatem i lekko słodkawym, kwaskowo-orzeźwiającym smakiem jabłek, dobrze gasi pragnienie. Wytwarzany przez fermentację moszczu jabłecznego w sposób zbliżony do produkcji piwa techniką górnej fermentacji. Jest fermentowanym napojem winiarskim, a jego produkcja na poziomie krajowym jest uregulowana w ustawie winiarskiej.

## Produkcja
Cydr jest produkowany głównie w Wielkiej Brytanii (9.735.000 hl w 2013 r.), północnej Hiszpanii (950.000 hl), północnej Francji (821.000 hl), Niemczech (676.000 hl). Jest on szczególnie popularny w Europie, na którą przypada 69% światowego spożycia. W Polsce pierwsza wzmianka o cydrze pochodzi z książki z przepisami Krescencjusza z 1571 roku. Od XIX w. jest natomiast produkowany masowo.
Proces produkcji obejmuje mycie i sortowanie jabłek, z których po rozdrobnieniu wyciska się sok za pomocą pras taśmowych, hydraulicznych, pneumatycznych lub dekantera. W celu zwiększenia wydajności i zmniejszenia mętności soku, w procesie stosuje się enzymy pektolityczne. Wykorzystywane mogą być jabłka bezpośrednio zebrane lub także jabłka leżakujące i dojrzewające kilka tygodni w chłodniach. W celu uzyskania odpowiedniego aromatu stosuje się jabłka o różnej kwasowości i zawartości tianiny, w przeważającej mierze poprzez mieszanie różnych odmian jabłek w produkcji (blend). W nomenklaturze angielskiej wyróżnia się smaki gorzki, gorzkocierpki, gorzkocierpko-słodki i słodki.
Sok podlega klarowaniu, a następnie fermentowaniu, filtrowaniu i pakowaniu. Proces fermentacji prowadzony jest z wykorzystaniem suszonych drożdży Saccharomyces cerevisae i Saccharomyces bayanus. W procesie pierwotnego klarowania lub pasteryzacji soku wymagane jest natomiast usunięcie dzikich drożdży Hanseniaspora uvarum, które są główną przyczyną powstawania w procesie fermentacji kwasu octowego. Stabilizację mikrobiologicznej struktury kwasowej uzyskuje się przez degradację kwasu L-jabłkowego do kwasu L-mlekowego w procesie fermentacji mlekowej za pomocą bakterii Oenococcus oeni. Proces ten powoduje wzrost pH, łagodzi kwaśny posmak, a jednocześnie zachowuje smak cydru. Chroni to przed fermentacją spontaniczną, która może prowadzić do powstania kwasu octowego, podwyższonego poziomu kwasu L-mlekowego, kwasu D-mlekowego i amin, które psują smak wyrobu. Oddzielanie osadu następuje przez odwirowanie lub filtrację przez ziemię okrzemkową.

## Podział
Dzieli się na cydry zwykłe (niemusujące), musujące (fr. cidre mousseux, ang. sparkling cider), oraz gazowane (saturowane dwutlenkiem węgla), sprzedawane w butelkach przypominających piwo lub wino musujące. 
W Europie Zachodniej rosnąca popularnością cieszą się cydry aromatyzowane np. o smaku owoców leśnych, czy truskawek. W Wielkiej Brytanii stanowią one 27% rynku cydru.
W większości krajów świata, w których jest napojem popularnym, nazwa „cydr” odnosi się do trunku alkoholowego. Tymczasem w Stanach Zjednoczonych taki sfermentowany napój określa się jako mocny cydr (ang. hard cider), zaś słowo „cydr” zarezerwowane jest niemal wyłącznie dla tzw. cydru jabłkowego, czyli bezalkoholowego, lekko przetworzonego soku z jabłek.
Cydru nie należy mylić z winem jabłkowym, które jest sporządzone z soków jabłkowych dosładzanych przed fermentacją cukrem, kupażowane, ewentualnie dodatkowo dosładzane, o mocy 9-18% alkoholu. Na wzór cydrów produkowane są też winne gruszeczniki m.in. w Bretanii we Francji i Anglii (fr. poire, ang. perry). W Polsce gruszkowy odpowiednik cydru nazywany jest perry.

## Brandy jabłkowe
Cydr służy także do produkcji alkoholi destylowanych, tzw. brandy jabłkowych, z których najbardziej znane to calvados oraz applejack. Ten ostatni, w przeciwieństwie do większości brandy, uzyskuje się nie poprzez odparowywanie alkoholu, lecz w procesie wymrażania frakcjonowanego (ang. freeze distillation; jacking).

## Serwowanie
Cydry serwuje się w temperaturze 10-12 °C w kieliszkach do białego wina (musujące w kieliszkach do szampana). Można podać je również w piwnych pokalach. Mocno słodkie cydry komponują się dobrze z serami pleśniowymi, wytrawne z serami kozimi, a wszystkie z camembertami i brie. Można je podawać do owoców morza, ryb, drobiu, sałatek, warzyw grillowanych, a także wraz z grillowaną, pieczoną, bądź duszoną wieprzowiną. Do deserów owocowych, czy szarlotki można serwować cydry słodkie.

## W kulturze
- Tytuł powieści The Cider House Rules amerykańskiego pisarza Johna Irvinga przetłumaczono niefortunnie na język polski jako „Regulamin tłoczni win”, chociaż z jej treści wynika jasno, że główny bohater najmuje się w młodości do pracy w sadach, które część zebranych jabłek przeznaczają na produkcję właśnie cydru, a nie wina jabłkowego.
- W Anglii, w hrabstwie Kornwalia istnieje linia kolejowa Looe Valley Line, tzw. „szlak cydru” – specjalna linia turystyczna prowadząca z Liskeard do Looe. Wzdłuż trasy, malowniczo położonej w dolinie rzeki Looe usytuowane są przystanki, przy których znajdują się puby – tam turyści degustują ten charakterystyczny dla południowo-zachodniej Anglii napój. Informacji o kursach zasięgnąć można na każdym dworcu obsługiwanym przez linię First Great Western. Czas przejazdu (łącznie z konsumpcją) – ok. 7 godzin.